# Йорк (тауншип, Миннесота)
Йорк (англ. York) — тауншип в округе Филмор, Миннесота, США. На 2000 год его население составило 409 человек.

## География
По данным Бюро переписи населения США площадь тауншипа составляет 93,6 км², из которых 93,4 км² занимает суша, а 0,1 км² — вода (0,14 %).

## Демография
По данным переписи населения 2000 года здесь находились 409 человек, 147 домохозяйств и 114 семей.  Плотность населения —  4,4 чел./км².  На территории тауншипа расположено 159 построек со средней плотностью 1,7 построек на один квадратный километр.  Расовый состав населения: 98,53 % белых, 0,24 % азиатов, 0,73 % — других рас США и 0,49 % приходится на две или более других рас. Испанцы или латиноамериканцы любой расы составляли 1,22 % от популяции тауншипа.
Из 147 домохозяйств в 34,7 % воспитывались дети до 18 лет, в 69,4 % проживали супружеские пары, в 2,7 % проживали незамужние женщины и в 21,8 % домохозяйств проживали немесейные люди. 19,0 % домохозяйств состояли из одного человека, при том 10,9 % из — одиноких пожилых людей старше 65 лет.  Средний размер домохозяйства — 2,78, а семьи — 3,21 человека.
27,4 % населения — младше 18 лет, 9,5 % — в возрасте от 18 до 24 лет, 25,2 % — от 25 до 44, 21,5 % — от 45 до 64, и 16,4 % — старше 65 лет.  Средний возраст — 38 лет. На каждые 100 женщин приходилось 121,1 мужчин.  На каждые 100 женщин старше 18 приходилось 112,1 мужчин.
Средний годовой доход домохозяйства составлял 37 250 долларов, а средний годовой доход семьи —  42 917 долларов. Средний доход мужчин —  31 528  долларов, в то время как у женщин — 21 458. Доход на душу населения составил 21 055 долларов.  За чертой бедности находились 3,7 % семей и 9,4 % всего населения тауншипа, из которых 14,8 % младше 18 и 16,4 % старше 65 лет.